# 아포스트로피

아포스트로피(apostrophe,  ’  또는  ' )는 인용 부호의 하나이며, 로마자 등의 알파벳에서는 발음 구별 기호로 쓰이기도 한다. 영어에서는 다음과 같은 목적으로 쓰인다.
- 하나 이상의 문자 생략 (이를테면 do not과 don't)
- 소유격의 표시 (이를테면 cat's whiskers)(소유격의 주어가 복수일때는 다르다;cats' whiskers)
- 단수가 아닌 복수임을 표시

옥스포드 영어 사전(OED)에 따르면 아포스트로피(apostrophe)는 라틴어와 프랑스어를 통해서 나왔으며, 궁극적으로는 그리스어 낱말 ἡ ἀπόστροφος [προσῳδία](모음 탈락의 악센트)에서 왔다.
컴퓨터 키보드를 통한 입력은 엔터 키 옆의 작은 따옴표를 이용한 입력을 주로 사용한다. 과거 아스키 코드에서 작은 따옴표와 아포스트로피를 같이 묶어 사용했기 때문이다(큰 따옴표는 작은 따옴표와 분리). 현행 유니코드 정책과 컴퓨터 검색 메커니즘 상 작은 따옴표로 아포스트로피를 입력하는 것을 가장 바람직하다고 보고 있다. 워드 프로세서를 이용할 때도 영어권의 I'm, don't 등을 입력하기 위해 아포스트로피를 입력하는 경우 작은 따옴표를 입력하면 자동으로 아포스트로피를 바꿔주는 경우가 많다.
키보드 좌상단의 숫자 1키 옆의 키는 억음 부호를 입력할 때 사용하는 키로 한국인의 일반적인 한글, 영어 알파벳(단순한 A~Z)을 입력할 때에는 사용할 일이 없는 키다. 영어가 아닌 유럽어권의 알파벳 입력에서는 영어와는 달리 자주 사용됨이 영어와 다르다.

## 부호 위치
| 기호 | 유니코드 | JIS X 0213  | 문자 참조         | 명칭                                         |
| ---- | -------- | ----------- | ----------------- | -------------------------------------------- |
| '    | U+0027   | 1-2-15      | &#x27; &#39;      | 아포스트로피 APOSTROPHE                      |
| ＇   | U+FF07   | 1-2-15 包摂 | &#xFF07; &#65287; | 전각 아포스트로피 FULLWIDTH APOSTROPHE       |
| ʼ    | U+02BC   | -           | &#x2BC; &#700;    | MODIFIER LETTER APOSTROPHE                   |
| ’    | U+2019   | 1-1-39      | &#x2019; &#8217;  | 닫는 작은 따옴표 RIGHT SINGLE QUOTATION MARK |

### 내용주
1. ↑  “C0 Controls and Basic Latin” (PDF) (영어). 유니코드 협회. 2014년 8월 30일에 확인함. 2019 ’ is preferred for apostrophe
2. ↑  “General Punctuation” (PDF) (영어). 유니코드 협회. 2014년 8월 30일에 확인함. this is the preferred character to use for apostrophe

### 참조주
1. ↑  Quirk, Geenbaum, Leech & Svartvik, A Comprehensive Grammar of the English Language, p985, Longman, London & New York, ISBN 0-582-51734-6, p 1636
2. ↑  "The English form apostrophe is due to its adoption via French and its current pronunciation as four syllables is due to a confusion with the rhetorical device apostrophé" (W. S. Allen, Vox Graeca. The pronunciation of classical Greek, 3rd edition, 1988. Cambridge University Press, Cambridge, p. 100, note 13).

## 같이 보기
- 작은 따옴표